# Canottaggio da spiaggia sprint ai I Giochi del Mediterraneo sulla spiaggia
Le gare di canottaggio da spiaggia sprint ai I Giochi del Mediterraneo sulla spiaggia si sono svolti dal 28 al 29 agosto 2015 a Pescara, in Italia.

## Podi

### Uomini
| Evento    | Oro            | Argento            | Bronzo          |
| Singolo   | Simone Raineri | Mohamed Ben Sidhom | Matej Grobelnik |
| Doppio    | Francia        | Slovenia           | Croazia         |
| Quadruplo | Francia        | Algeria            | Italia          |

### Donne
| Evento    | Oro                 | Argento       | Bronzo       |
| Singolo   | Carmella Pappalardo | Jessica Berra | Nawel Chiali |
| Doppio    | Italia              | Algeria       | Tunisia      |
| Quadruplo | Francia             | Grecia        | Italia       |

### Misto
| Evento    | Oro     | Argento | Bronzo |
| Staffetta | Francia | Tunisia | Italia |

## Medagliere
| Pos.   | Paese    | Oro | Argento | Bronzo | Tot |
| ------ | -------- | --- | ------- | ------ | --- |
| 1      | Francia  | 4   | 1       | 0      | 5   |
| 2      | Italia   | 3   | 0       | 3      | 6   |
| 3      | Algeria  | 0   | 2       | 1      | 3   |
| 3      | Tunisia  | 0   | 2       | 1      | 3   |
| 5      | Grecia   | 0   | 1       | 1      | 2   |
| 5      | Slovenia | 0   | 1       | 1      | 2   |
| 7      | Croazia  | 0   | 0       | 1      | 1   |
| Totale | Totale   | 7   | 7       | 7      | 21  |